# Галайко Богдан Миколайович
Богдан Миколайович Галайко (нар. 24 лютого 1984, м. Хирів, Самбірський район, Львівська область) — український військовий історик та громадський діяч, к.і.н. Член ВО Свобода, депутат Львівської міськради.

## Біографія
- 2001 — закінчив Хирівську середню школу I—III ступенів
- 2001—2006 — навчався на історичному факультеті Львівського національного університету ім. І.Франка
- 2006 — аспірантура Національного університету «Львівська Політехніка»
- 2006—2007 — науковий співробітник Центрального державного історичного архіву України у Львові
- асистент, доцент кафедри історії України та етнокомунікацій[1] Інституту гуманітарних та соціальних наук, «Львівська політехніка»
- 2009 — кандидатська дисертація
- депутат Львівської міськради, член постійної депутатської комісії молодіжної політики, спорту та оздоровлення
- 2014—2018 — директор Національного Науково-дослідного інституту українознавства МОН України (Київ)

## Деякі праці
- Вишкіл молоді в діяльності Української військової організації. Дисертація на здобуття наукового ступеня кандидата історичних наук за спеціальністю 20.02.22 — військова історія. — Національний університет «Львівська політехніка». — Львів, 2009. Автореферат 20 с. Дисертація 190 арк. [Архівовано 23 березня 2022 у Wayback Machine.] Анотація до роботи [Архівовано 28 травня 2015 у Wayback Machine.].
- Військовий вишкіл молоді в діяльності Української військової організації // Військово-науковий вісник. — № 11. — Львів: Видавництво Львівського інституту Сухопутніх військ Національного університету «Львівська політехніка», 2009. — С. 32-47.
- Залучення молоді до діяльності в Українській військовій організації // Наукові зошити історичного факультету. Львівський національний університет імені Івана Франка. — Львів, 2008. — Вип. 9-10. — Ч. 2. — С. 68-74.
- Ситуація на польсько-чехословацькому прикордонні у 1938 р. крізь призму діяльності польської Прикордонної охорони [Архівовано 28 травня 2015 у Wayback Machine.] // Український визвольний рух. — Збірник 9. [Архівовано 28 травня 2015 у Wayback Machine.] — Львів, 2007. — С. 45-60.